# Dornier Do 22

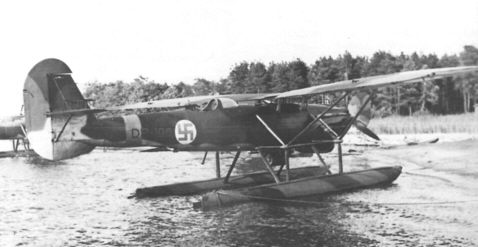
Dornier Do 22 KF (DR-196) на службі у ВПС Фінляндії

Dornier Do 22 (нім. Dornier Do 22) — німецький поплавковий гідролітак, розвідник, бомбардувальник і торпедоносець. Призначався для поставки на експорт.

## Історія створення та експлуатації
Літак спроєктований в КБ фірми Dornier під керівництвом Клода Дорнье. Конструктивно був одномоторним суцільнометалевим монопланом-парасолью. Шасі змінне: колеса (у обтічниках), лижі або два поплавця.
Дослідний літак здійснив перший політ у 1935. Призначався для експорту в Грецію, Югославію та Латвію. Вироблявся із липня 1938 по 1940 на заводі «Дорньє верке» під Фрідріхсхафеном, окремі вузли виготовлялися в Альтернхеймі. Літаки призначені для Латвії у підсумку були поставлені до Фінляндії. Всього випущено 30 екз.